# P الدجاجة
بي الدجاجة في الفلك (بالإنجليزية: P Cygni)‏ هو نجم متغير عظيم الكتلة، تبلغ كتلته بين 30 إلى 60 كتلة شمسية وينتمي لمجرتنا مجرة درب التبانة ويوجد في كوكبة الدجاجة. جاءت التسمية «بي» من يوهان باير.
يعتبر هذا النجم عملاق عظيم فائق نظرا لضخامته وهو أحد النجوم المتغيرة الزرقاء شديدة الضياء LBV وينتمي للتصنيف الطيفي B1Ia+، أي أنه من أشد النجوم تألقا في مجرة درب التبانة. ويبعد هذا النجم العملاق بين 5000 و 6000 سنة ضوئية عن الأرض. ولم يكن هذا العملاق معروفا من قبل إلى أن اشتد تألقه نهاية عام 1600 ووصل إلى قدر ظاهري 3. وشاهده الفلكي الهولندي ويليم بلو في 8 أغسطس 1600.
وبعد مرور ستة سنوات بدأ ضعف سطوع النجم رويدا رويدا، حتى اختفى ضوؤه للعين البشرية عام 1626. ولكن عاد ضياؤه عام 1655 ثم اختفى عام 1662. ثم حدث به انفجار عام 1665 وتبع الانفجار تغيرات في ضوئه. ومنذ عام 1715 يقدر بي الدجاجة بقدر ظاهري 5، وقلت مقادير تغير تألقه. ويبلغ قدره الظاهري حاليا
4.8 ± 0.5.

## خصائصه

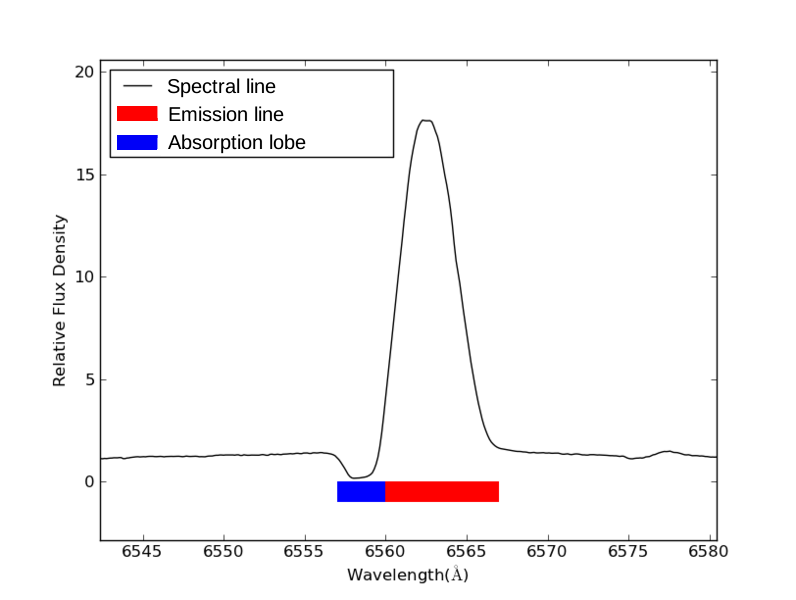
تصوير طيفي للنجم.

تعتبر العمالقة الزرقاء شديدة الضياء من نوع بي الدجاجة من النجوم النادرة حيث يكون عمرها قصيرا، وهي توجد عادة في مناطق المجرات الكثيفة بالمادة وتنشأ فيها نجوم جديدة. تتميز النجوم المتغيرة الزرقاء شديدة الضياء بكتل عظيمة (تكون في العادة أكبر من 60 كتلة شمسية ويبلغ ضياؤها أشد عشرات آلاف مرة عن ضياء الشمس)، وهي تستهلك وقودها النووي من الهيدروجين سريعا (أي في عدة ملايين من السنين بالمقارنة بعمر الشمس التي «عاشت» حتى الآن نحو 4.5 مليار سنة ومن المتوقع أن تعمر نحو 5 مليارات سنة أخرى، وتعتبر الشمس نجما صغيرا أو متوسط الكتلة.)
وبعد أن يسطع النجم منهم لعدة ملايين السنين (بالمقارنة بمليارات السنين بالنسبة لشمسنا)، ينفجر في هيئة مستعر أعظم. ويعتبر المستعر الأعظم SN 2006gy 
واحد لنهاية أحد المتغيرين الزرق شديدي الضياء مماثلا للعملاق بي الدجاجة ولكنه ينتمي إلى مجرة بعيدة عنا.
ويعطي بي الدجاجة نوعا من الطيف يسمى «شكل بي الدجاجة» حيث يظهر في هذا النوع طيف امتصاص وطيف انبعاث مما يشير إلى وجود غلاف غازي يتمدد بعيدا عن النجم. ويكون الطيف الامتصاصي منزاحا نحو الأزرق بينما طيف الانبعاث منزاحا نحو الأحمر وذلك بالنسبة إلى بقية خطوط الطيف في أطوال الموجة الأخرى. وتساعد أشكال تلك الأطياف على دراسة الرياح النجمية لمختلف أنواع النجوم. وتشير تلك الأطياف إلى نوع العمالقة من النجوم التي تعتبر متغير أزرق شديد الضياء.

## وصلات خارجية
- Spectrum
- P Cygni
- AAVSO Variable Star of the Month. P Cygni: September 2009
- موقع الكون في الإنترنت.